# Monotropastrum humile
Monotropastrum humile còn gọi nhất hướng khiêm là một loài thực vật có hoa trong họ Thạch nam. Loài này được (D.Don) H.Hara mô tả khoa học đầu tiên năm 1961.

## Hình ảnh

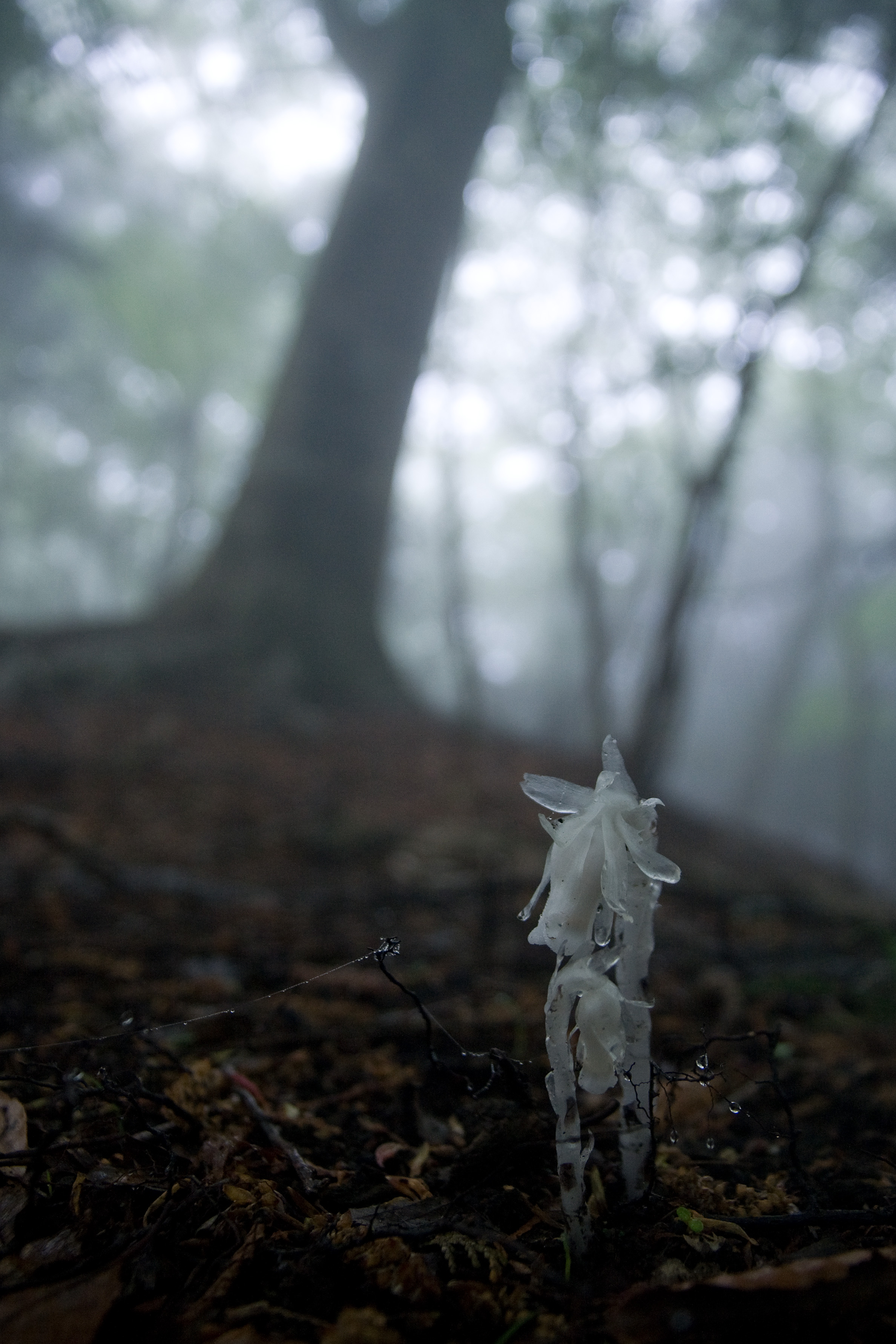
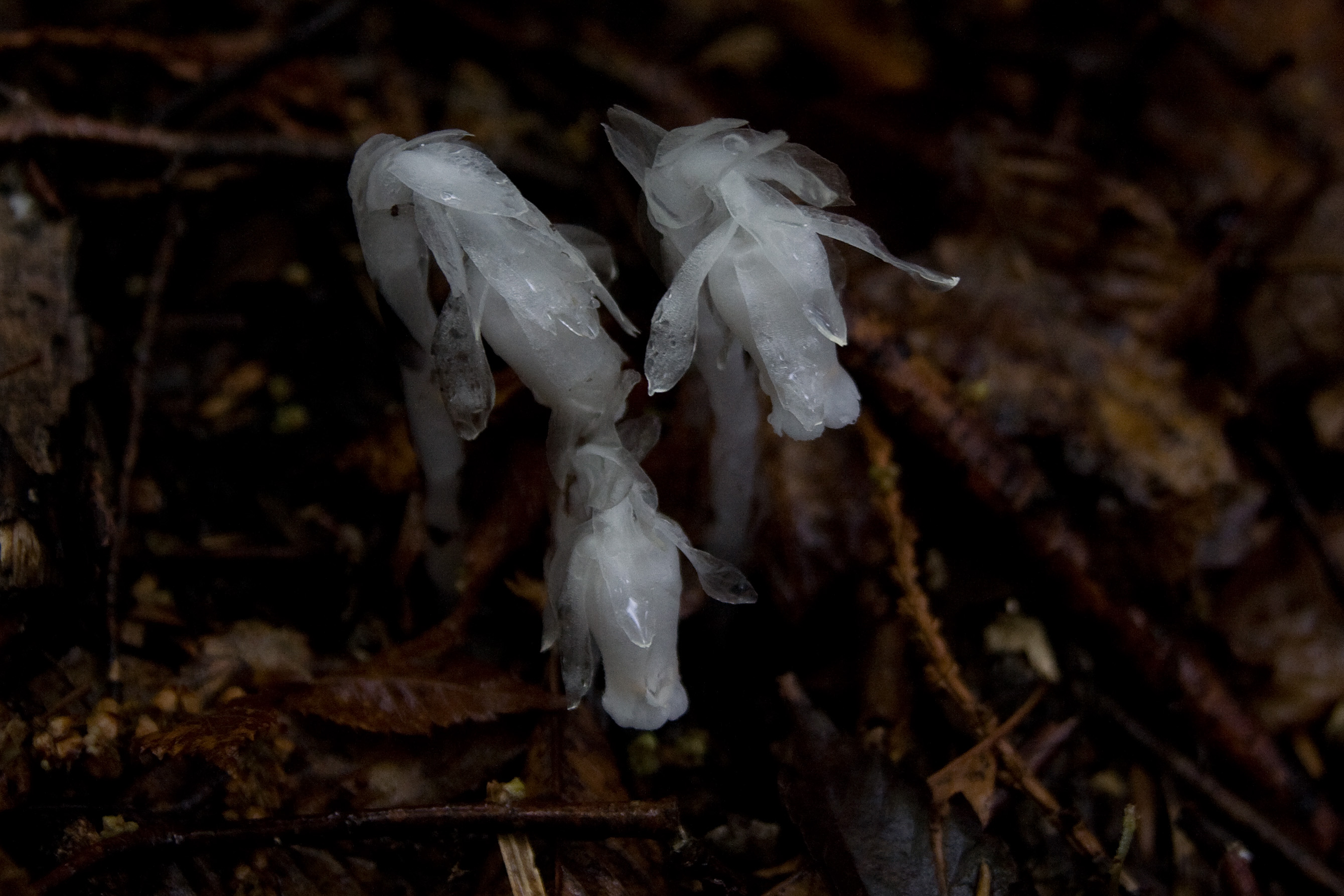
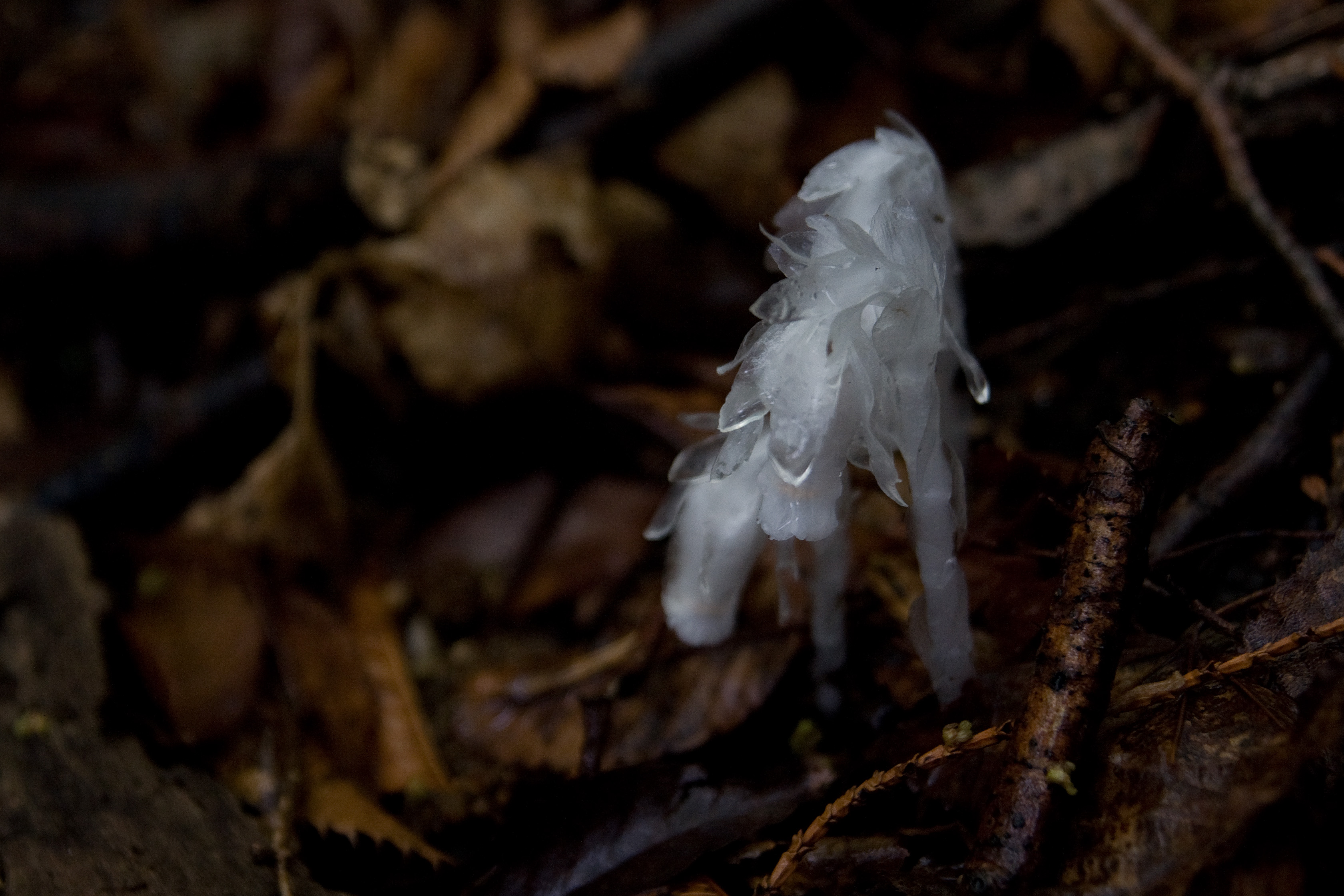
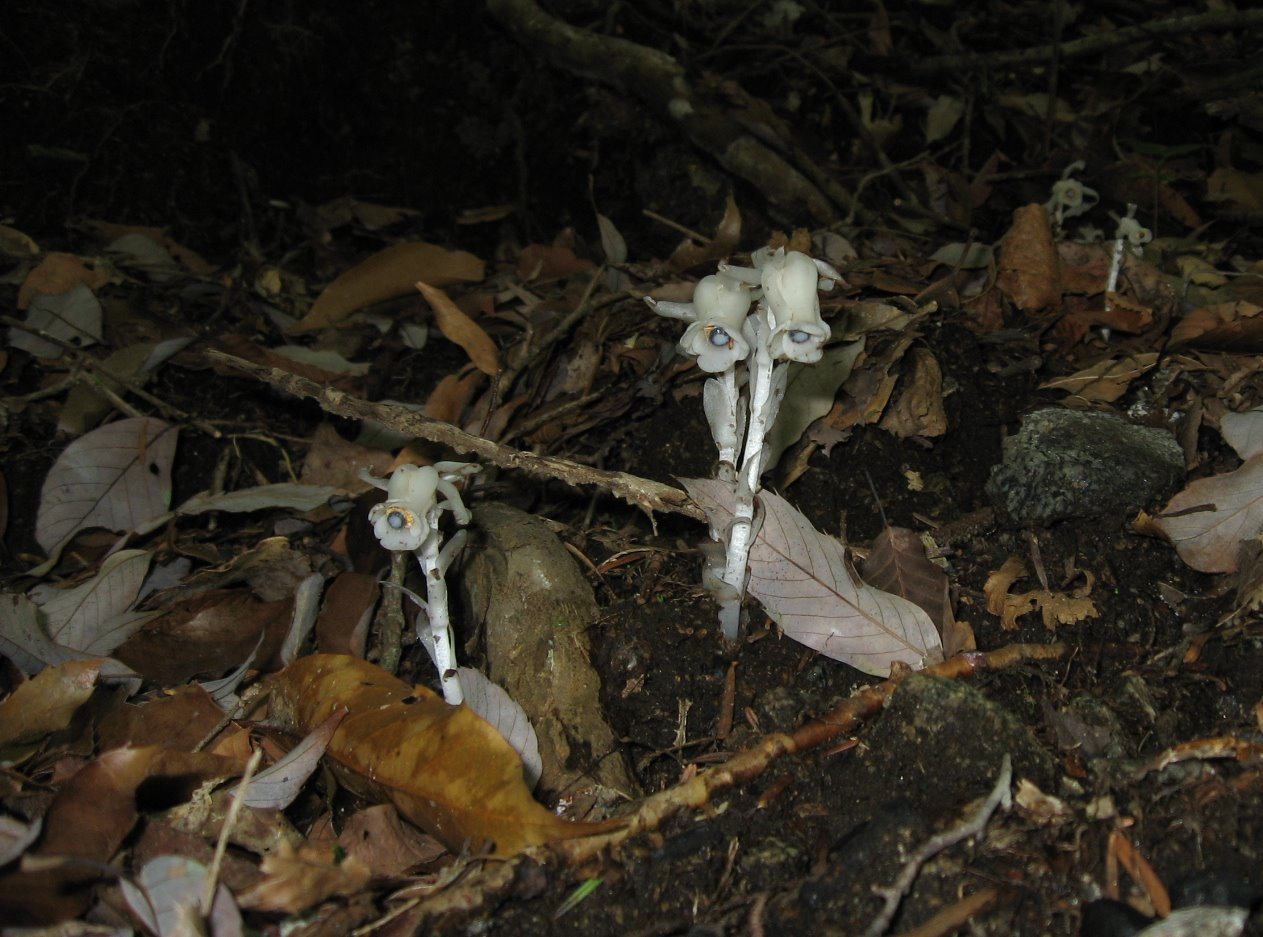